# Saints and Soldiers: Airborne Creed
Saints and Soldiers: Airborne Creed (dịch sang tiếng Việt: Chiến binh mang tên thánh 2 hoặc Thánh thần và lính: Binh chủng nhảy dù) là một bộ phim hành động - chiến tranh Mỹ của đạo diễn Ryan Little, công chiếu vào năm 2012. Đây là phần tiếp theo của bộ phim chiến tranh năm 2003 Saints and Soldiers, nam diễn viên Corbin Allred tiếp tục tham gia trong phần này.
Phần tiếp theo của phim này có tựa đề Saints and Soldiers: The Void đã được phát hành vào năm 2014.

## Nội dung
Năm 1944, lính dù của quân đội Mỹ đã nhảy dù xuống miền Nam nước Pháp trong khi quân phát xít Đức nã đạn dữ dội lên bầu trời để tiêu diệt các máy bay Mỹ. Lực lượng lính dù Mỹ thiệt mạng gần hết, chỉ còn lại ba người còn sống. Ba người đó là Rossi, Jones và Curtis, họ cùng nhau đi tìm lực lượng bộ binh.
Đến một con đường lộ, ba người lính Mỹ đã tiêu diệt một nhóm lính Đức đang tuần tra con đường. Gã sĩ quan Đức tên Neumann được Jones tha mạng và bỏ chạy. Ba người lính Mỹ vào rừng, tình cờ gặp được cô gái tên Emilie - một thành viên của quân kháng chiến Pháp. Emilie nhờ ba người lính Mỹ giúp cô giải cứu các đồng đội của cô đang bị quân Đức bắt giữ.
Rossi, Jones và Curtis đi theo Emilie. Họ thấy một căn nhà gỗ, nơi đây đang nhốt nhóm kháng chiến Pháp, bên ngoài có quân lính Đức canh gác. Ba người lính Mỹ nhanh chóng giết sạch lính Đức, giải cứu nhóm kháng chiến Pháp. Emilie và nhóm kháng chiến Pháp đồng ý đi theo ba người lính Mỹ để tìm lực lượng bộ binh.
Trên đường đi, cả nhóm phát hiện có đoàn xe thiết giáp Đức chạy qua, họ liền phục kích đoàn xe này. Sau một hồi đấu súng kịch liệt thì ba người lính Mỹ và nhóm kháng chiến Pháp đã phá hủy hết xe tăng Đức cũng như tiêu diệt gần hết lính Đức. Cả nhóm bắt đầu lạc nhau. Lúc Rossi bị thương, anh được gã sĩ quan Neumann đưa về căn chòi ở bìa rừng và băng bó vết thương. Sau đó Neumann nói chuyện với Rossi bằng tiếng Đức khiến Rossi không hiểu gã nói gì.
Sáng hôm sau, Rossi phát hiện Neumann đã chết vì gã có vết thương trên bụng từ trận chiến hôm qua. Lực lượng bộ binh Mỹ tìm thấy Rossi rồi đưa anh về bệnh viện dã chiến. Tại bệnh viện, Rossi gặp lại Emilie, cô cho anh biết là nhóm kháng chiến Pháp và Curtis đã tử trận, còn Jones thì đã được chuyển đến bệnh viện khác. Rossi và Emilie rất vui vì gặp lại nhau.

## Diễn viên
- Corbin Allred vai Hạ sĩ James Rossi
- David Nibley vai Trung sĩ Caleb Jones
- Jasen Wade vai Hạ sĩ Harland"Bud"Curtis
- Virginie Fourtina Anderson vai Emilie
- Lincoln Hoppe vai Erich Neumann
- Nichelle Aiden vai Charlotte
- Loic Anthian vai Phillipe
- Lance Otto vai Jacques
- Rick Macy vai Antoine
- Hyrum Palmer vai Schmidt
- Lance Jensen vai Binh nhì Cooper
- Will Lyu vai Binh nhì Lee